# Campionat del Món d'hoquei sobre gel masculí (primera divisió)
El Campionat del Món d'hoquei gel de Primera Divisió és en realitat la segona divisió de l'hoquei mundial. Es disputa anualment i és organitzada per la International Ice Hockey Federation.
Els dos darrers classificats del Campionat del Món d'hoquei gel disputen la següent temporada el campionat de Primera Divisió. El campionat es disputa en dos grups. Els dos primers classificats de cada grup ascendeixen a la màxima categoria, mentre que els dos darrers classificats baixen a Segona Divisió.
Aquesta competició amb l'actual nom i format data de l'any 2001. Anteriorment la segona divisió mundial rebia el nom de Campionat del Món d'hoquei gel Pool B.

## Historial
Campionat del Món Pool B
| Any  | Campió              |
| ---- | ------------------- |
| 1951 | Itàlia              |
| 1952 | Regne Unit          |
| 1953 | Itàlia              |
| 1955 | Itàlia              |
| 1956 | Alemanya Oriental   |
| 1959 | Romania             |
| 1961 | Noruega             |
| 1962 | Japó                |
| 1963 | Noruega             |
| 1964 | Polònia             |
| 1965 | Polònia             |
| 1966 | Alemanya Occidental |
| 1967 | Polònia             |
| 1968 | Iugoslàvia          |
| 1969 | Alemanya Oriental   |
| 1970 | Estats Units        |
| 1971 | Suïssa              |
| 1972 | Polònia             |
| 1973 | Alemanya Oriental   |
| 1974 | Estats Units        |
| 1975 | Alemanya Oriental   |
| 1976 | Romania             |
| 1977 | Alemanya Oriental   |
| 1978 | Polònia             |
| 1979 | Països Baixos       |
| 1981 | Itàlia              |
| 1982 | Alemanya Oriental   |
| 1983 | Estats Units        |
| 1985 | Polònia             |
| 1986 | Suïssa              |
| 1987 | Polònia             |
| 1989 | Noruega             |
| 1990 | Suïssa              |
| 1991 | Itàlia              |
| 1992 | Àustria             |
| 1993 | Regne Unit          |
| 1994 | Suïssa              |
| 1995 | Eslovàquia          |
| 1996 | Letònia             |
| 1997 | Belarús             |
| 1998 | Ucraïna             |
| 1999 | Dinamarca           |
| 2000 | Alemanya            |

Campionat del Món de Primera Divisió
| Any  | Ascendits          | Descendits             |
| ---- | ------------------ | ---------------------- |
| 2001 | Polònia, Eslovènia | Lituània, Estònia      |
| 2002 | Belarús, Dinamarca | Corea del Sud, Xina    |
| 2003 | Kazakhstan, França | Lituània, Croàcia      |
| 2004 | Belarús, Eslovènia | Bèlgica, Corea del Sud |
| 2005 | Noruega, Itàlia    | Xina, Romania          |
| 2006 | Alemanya, Àustria  | Israel, Croàcia        |